# الاستفتاء المغربي 1984
الاستفتاء المغربي 1984 هو الاستفتاء الذي دعى إليه الملك الحسن الثاني عبر ظهير وحدد له تاريخ 31 غشت 1984، وحسب ظهير الدعوة للاستفتاء كان موضوعه الموافقة على معاهدة 13 أغسطس المحدث بمقتضاها اتحاد بين دولة المملكة المغربية و بين دولة الجماهيرية العربية الليبية الشعبية الاشتراكية المبرمة بمدينة وجدة في 13 غشت 1984. وهي المعاهدة التي شكلت ما يسمى بالاتحاد العربي الافريقي.
تمت الموافقة عليه من قبل 99.98% من الناخبين، وبلغت نسبة المشاركة 97%.

## النتائج
| الاختيار              | الأصوات   | %     |
| --------------------- | --------- | ----- |
| مع                    | 7,490,914 | 99.98 |
| ضد                    | 2,134     | 0.02  |
| أصوات غير صالحة/فارغة | 21,700    | -     |
| المجموع               | 7,514,344 | 100   |